# Gelber Riese
Gelbe Riesen sind massereiche Sterne der Spektralklassen F und G und ehemalige Hauptreihensterne.

## Übersicht
Gelbe Riesensterne strahlen ihr Licht vor allem im sichtbaren Bereich und erscheinen aufgrund ihrer Oberflächentemperaturen gelblich bzw. gelbweiß. Gelbe Riesen sind kühler und masseärmer als vergleichbare ähnlich große Blaue Riesen. Im Gegensatz zu Roten Riesen, die ihre Größe erst im Endstadium einer normalen Sternentwicklung erreichen, wenn sie sich um ein Vielfaches ausdehnen, stehen Gelbe Riesen kurz vor ihrem Lebensende. Bei vielen handelt es sich um ehemalige Blaue Riesen oder schwere Hauptreihensterne, die sich mit einer gelben Phase kurz vor ihrem Ende in Rote Riesen oder Rote Überriesen umwandeln. Die schwersten von ihnen, ab 6–8 M☉, enden in einer Typ II-Supernova.
Mit 5000–7500 K ist ihre Oberflächentemperatur vergleichbar mit der der Sonne. Aufgrund dessen befinden sich Gelbe Riesen im mittleren oberen Bereich des Hertzsprung-Russell-Diagramms.

## Beispiele
| Name                   | Masse (M/M☉) | Radius (R/R☉) | Leuchtkraft (L/L☉) |
| ---------------------- | ------------ | ------------- | ------------------ |
| Arneb (α Lep A)        | 9            | 75            | 13000              |
| Canopus (α Car)        | 8            | 72            | 14800              |
| Capella Aa (α Aur Aa)  | 3            | 10,8          | 75,8               |
| My Velorum A (μ Vel A) | 3            | 13            | 90,6               |
| Sham (α Sge A)         | 4            | 20            | 340                |
| Wezen (δ CMa)          | 17           | 200           | 50000              |

Im Allgemeinen sind Gelbe Riesen relativ selten.